# Parque Rodolfo Landeros

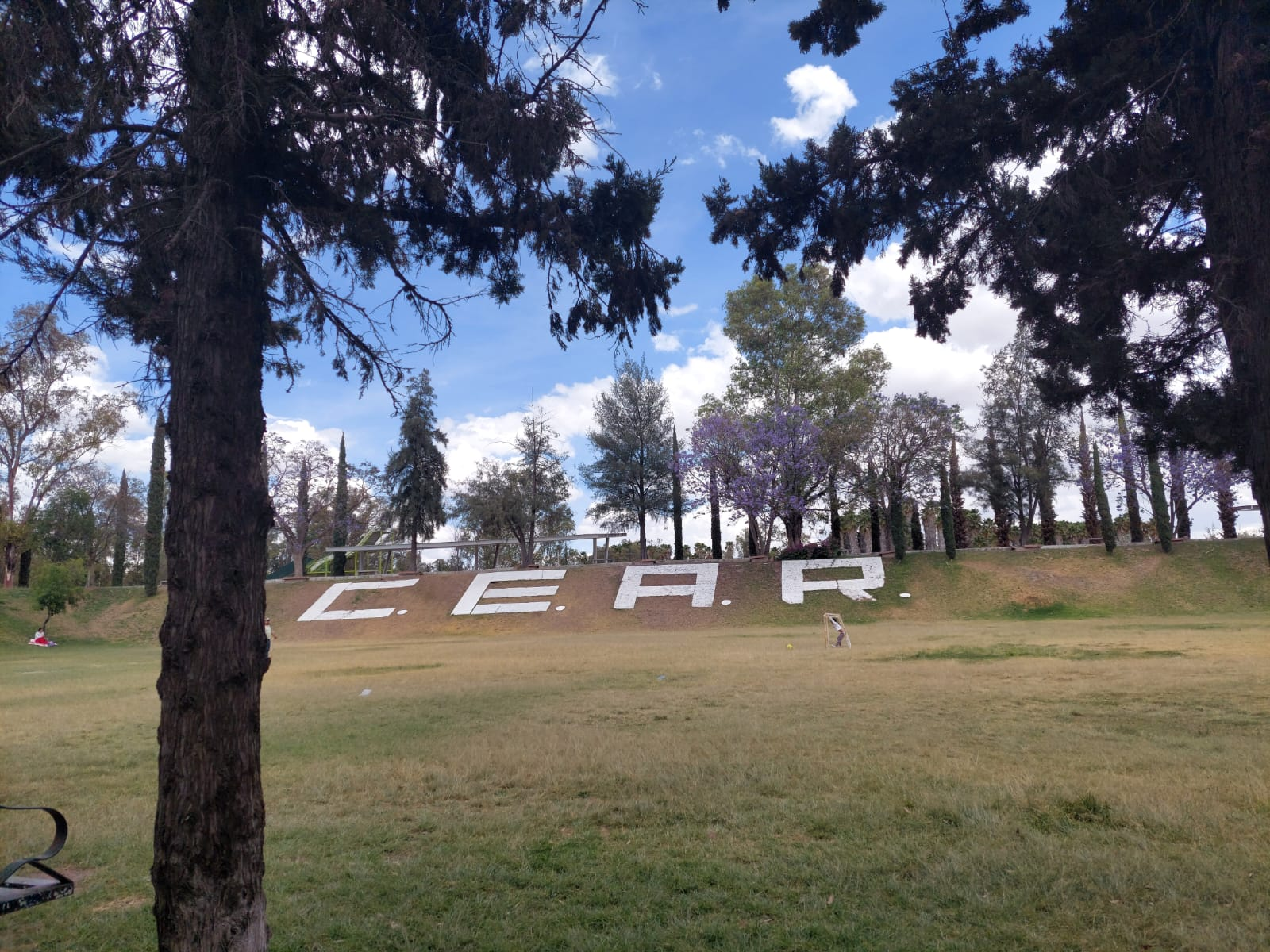
Letras CEAR

El Centro de Educación Ambiental Cultural y Recreativo Rodolfo Landeros Gallegos, también conocido como Parque Rodolfo Landeros o Parque Héroes, es uno de los parques y reservas naturales dentro del municipio de Aguascalientes; se encuentra en la ciudad capital de Aguascalientes sobre la avenida José María Chávez; dentro del mismo se encuentran varias atracciones, renta de bicicletas, un lago artificial y un pequeño zoológico. Comparte espacio con el Museo Descubre, específicamente con la Casa de la Tierra la cual se encuentra dentro del parque así también con el Teatro Aguascalientes los cuales se encuentran sobre la misma cuadra. Cuenta con una superficie de 88 hectáreas, de las cuales 70 son prados y áreas verdes.

## Historia
El parque recreativo Rodolfo Landeros antes de ser el parque que conocemos actualmente ha sufrido de varios cambios a lo largo de sus 30 años ya que antes de ser un parque recreativo fue el aeropuerto por allá de la década de los 60s, creado con el propósito de impulsar las industrias como la vinicultura y la ganadería del estado y poder transportar sus productos de una forma más eficaz, rápida y segura además de promover así el turismo de la ciudad, así es que en marzo de 1968 meses antes de las olimpiadas se crea el aeropuerto de la ciudad de Aguascalientes con un solo vuelo rumbo a Ciudad de México con duración de 90 min.

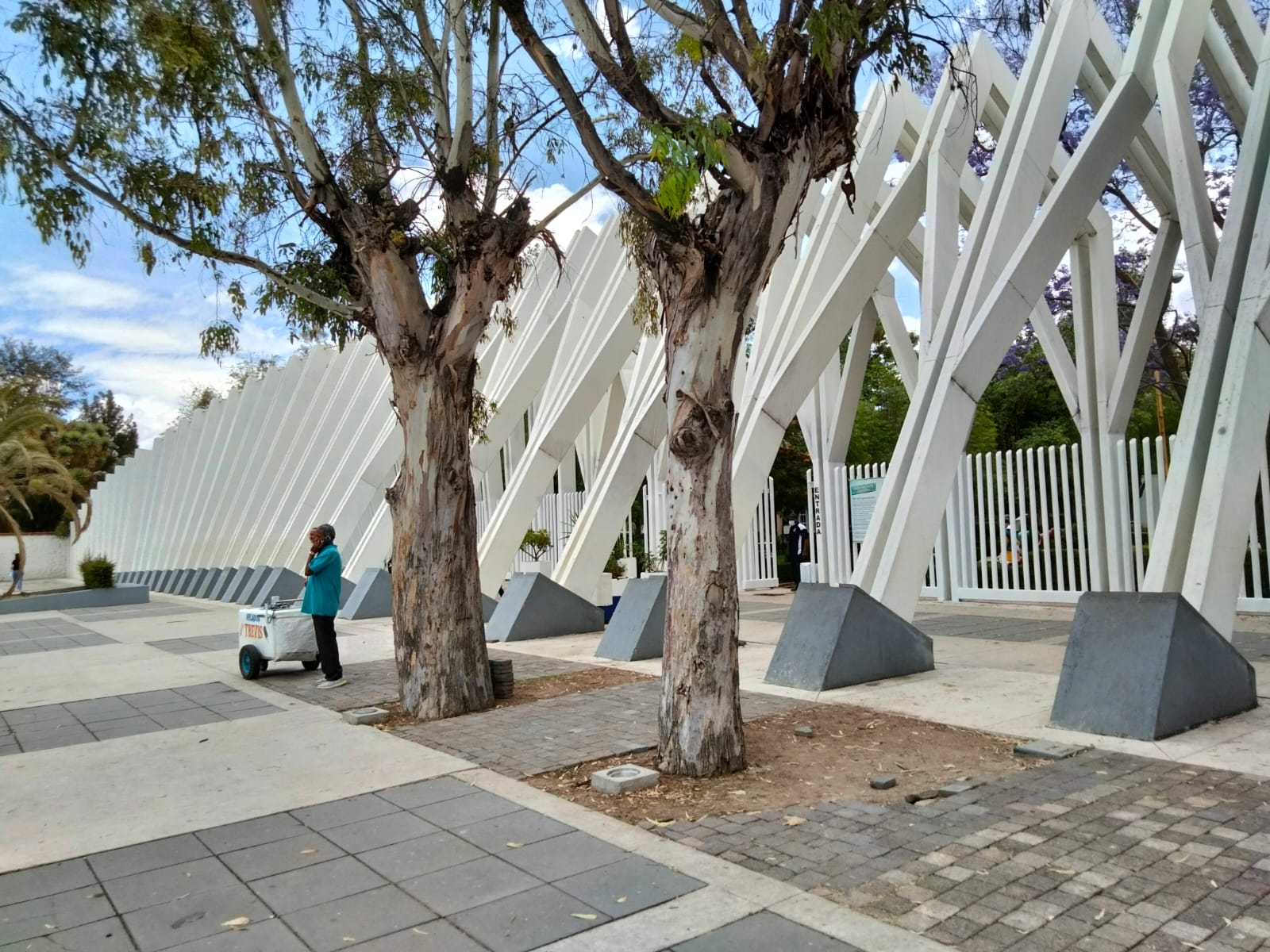
Entrada principal del parque Rodolfo Landeros

Este aeropuerto se caracterizó por las historias, leyendas y accidentes ocurridos en el mismo, el primer vuelo de inauguración realizado sufrió un accidente antes de llegar a su destino, resultando en 14 pasajeros y 4 tripulantes muertos. Otro de los accidentes ocurridos en las inmediaciones del aeropuerto fue la muerte de la hija de un ingeniero el cual le daba mantenimiento a los aviones; sobre este hecho se cuenta una leyenda que dice que la niña aún se aparece en ocasiones donde está el campo de futbol americano. Por la cantidad de accidentes que ocurrieron en las inmediaciones del aeropuerto este cerró nueve años después de su inauguración en 1977.

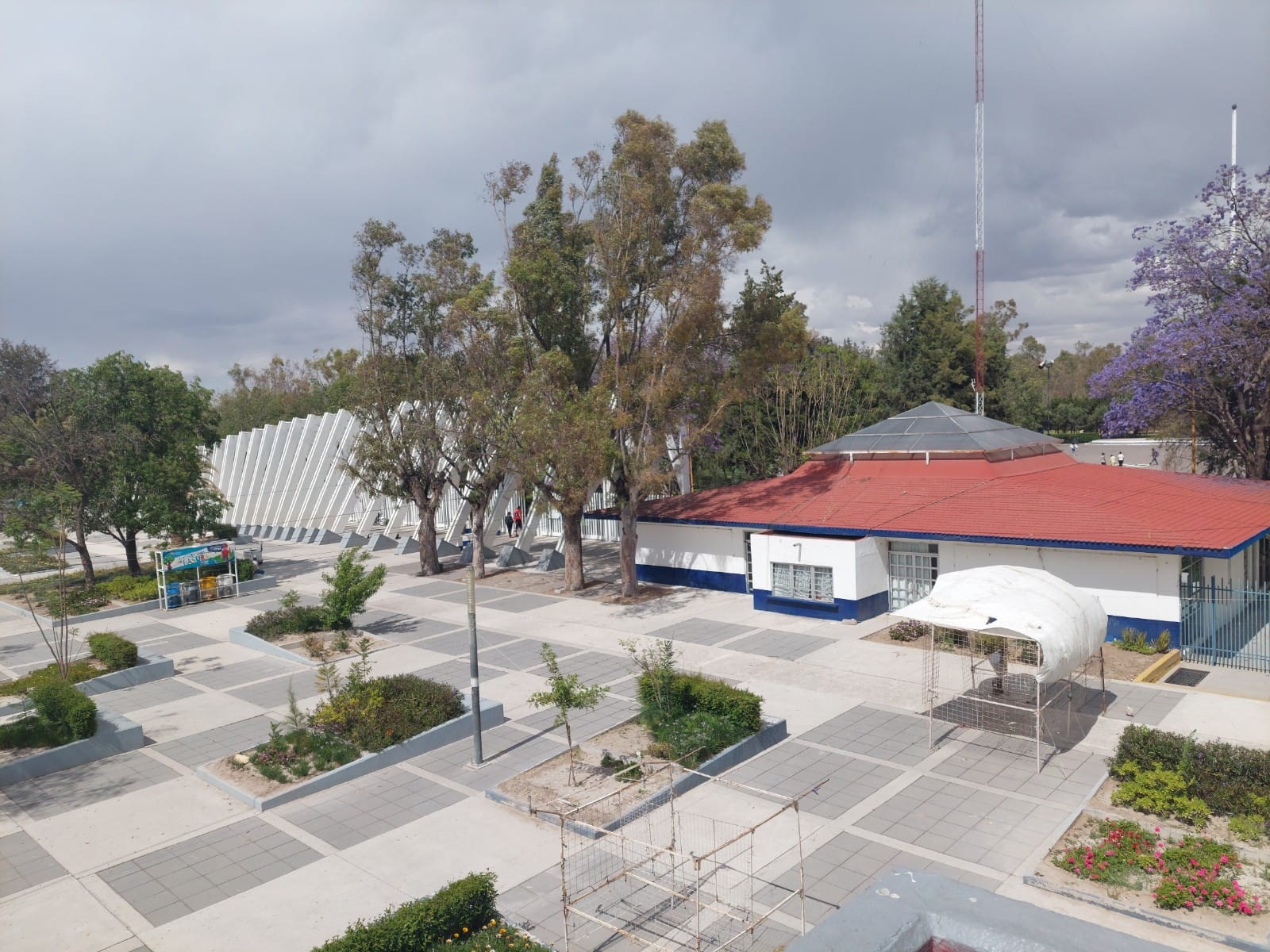
Vista del paso peatonal al parque Rodolfo Landeros

Para el 24 de mayo de 1989 se crea el parque Héroes Mexicanos (CEAR) “Rodolfo Landeros Gallegos” el cual comprende 88 hectáreas siendo considerado actualmente uno de los pulmones más importantes de la ciudad, el cual con el apoyo de la Secretaría de Desarrollo Social y del Instituto de Educación de Aguascalientes, recibe continuamente grupos escolares y de familias de todo el estado para conocer y disfrutar de sus diversas atracciones. se cuenta con un centro de rehabilitación de aves rapaces, mamíferos y reptiles donde se evalúan médicamente y físicamente a estos animales rescatados por SEMARNAT, PROFEPA, PROFEPA, Protección Civil, Bomberos y Ciudadanía así reintegrándose a su fauna y hábitat natural.

## Instalaciones del parque

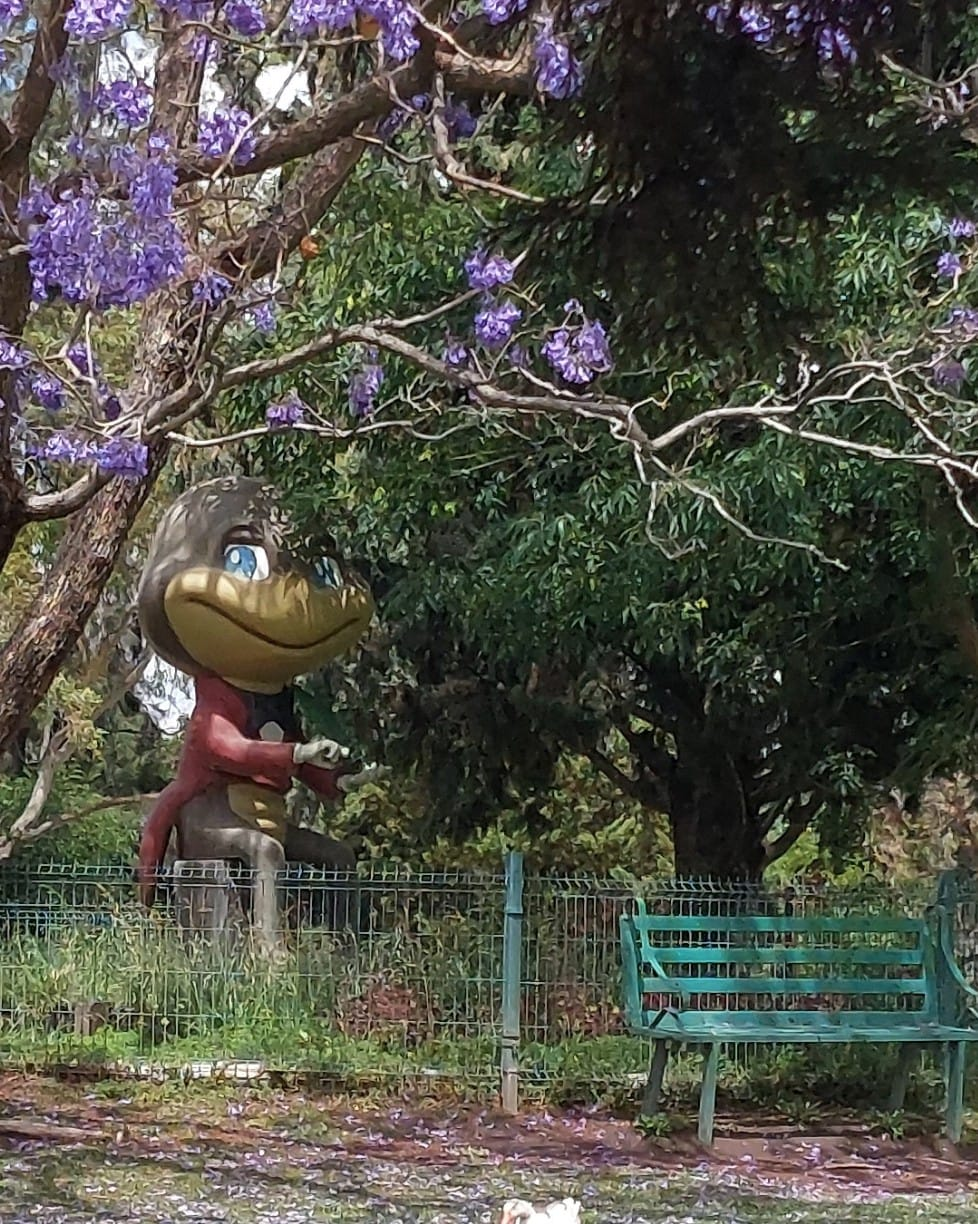
Cri Cri área Verde

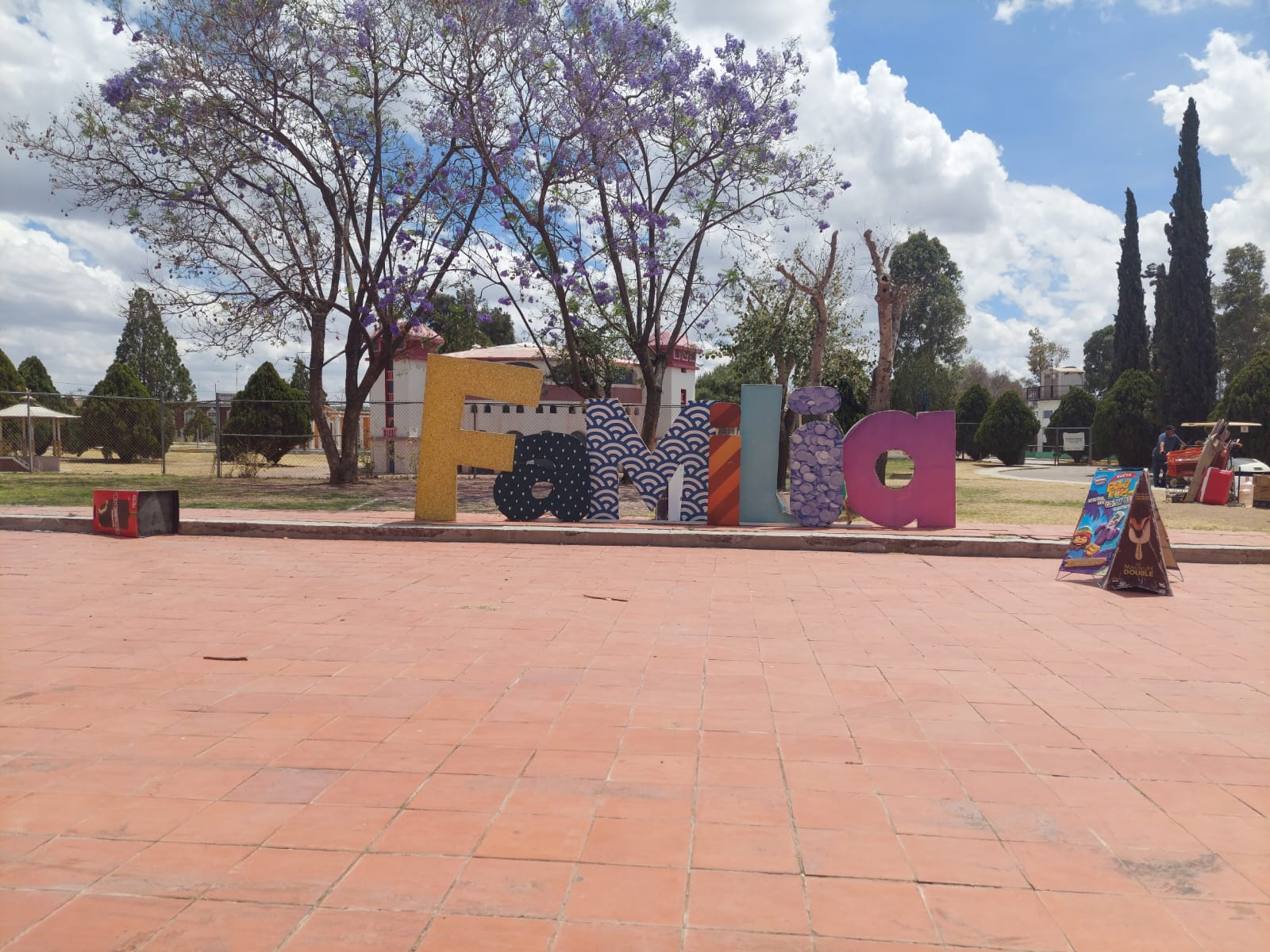
Explanada Familia

El parque cuenta con áreas verdes arboladas, un largo artificial con embarcadero, palapas con asadores, canchas deportivas, campo de béisbol, área de juegos, enfermería, sanitarios, ciclo pista; así como diversas zonas, como el Centro de Rehabilitación de Aves Rapaces, el Aviario, el Mundo Cri-Cri y la Ciudad Pequeña.

### Pistas
El parque cuenta con dos pistas de diferente tamaño que en conjunto miden 4.13 km.

### Refugio de Fauna Silvestre
Refugio donde se encuentran más de 100 ejemplares, entre ellos zona de recuperación de aves rapaces con halcones y águilas. El refugio también cuenta con tigres de bengala, jaguares, ñus, llama, alpaca, conejo, venado, mono araña, zorro gris, lobo entre otras.

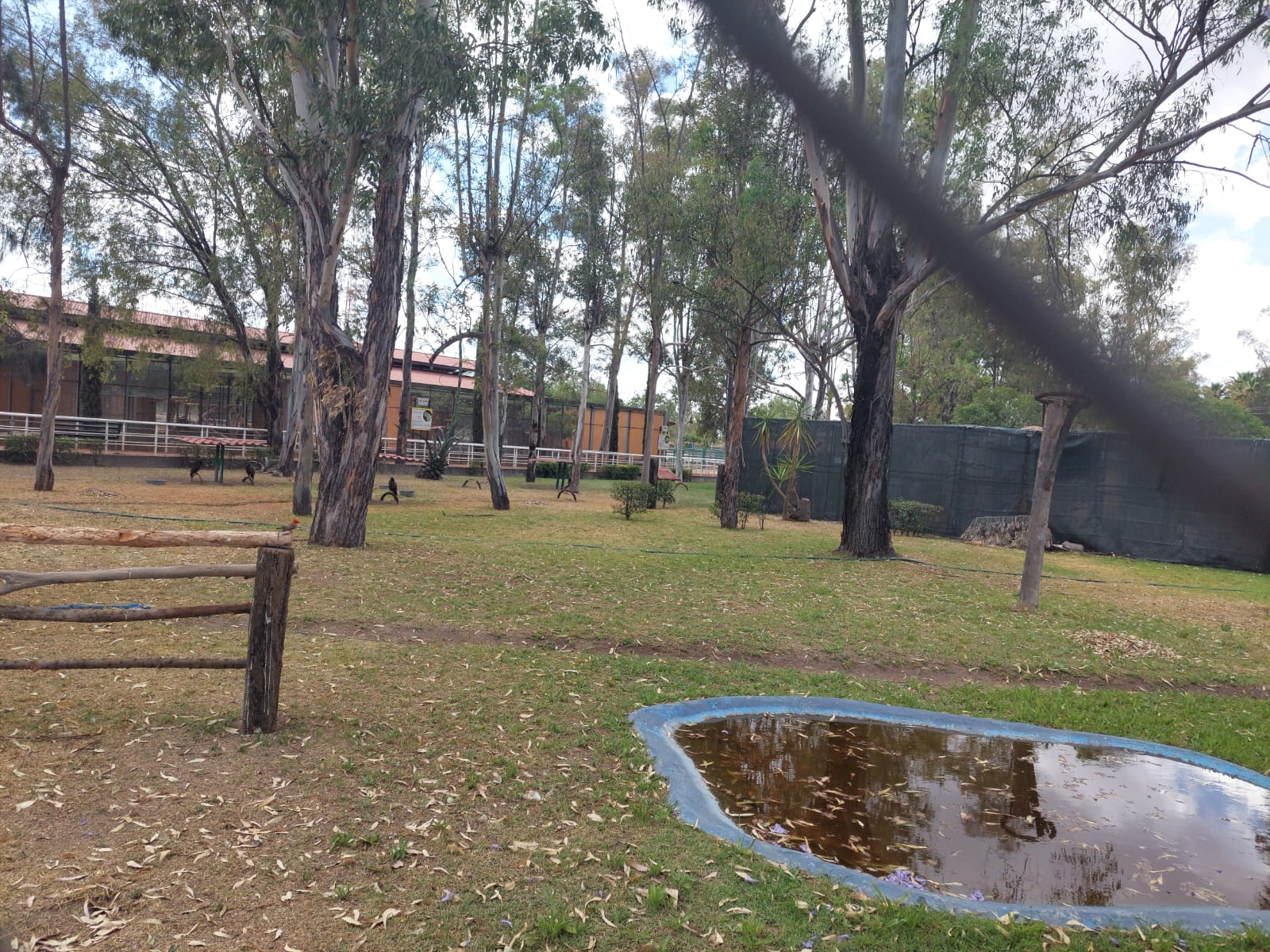
Refugio de Fauna silvestre

### Mundo de CRI-CRI

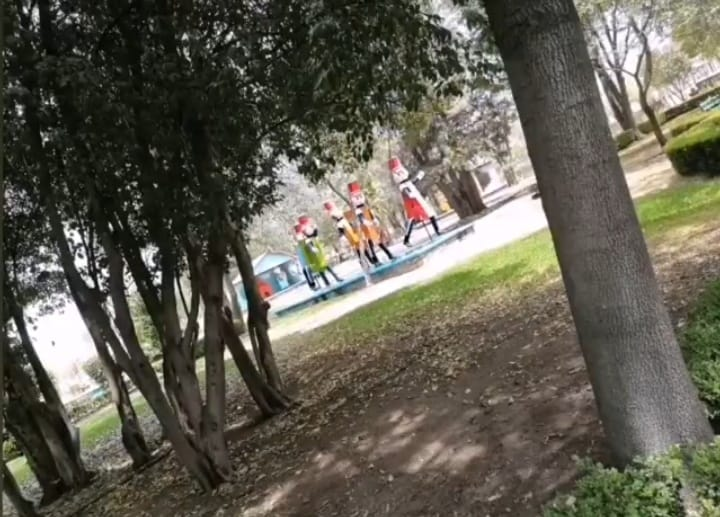
La marcha de las letras mundo de Cri Cri

Zona temática dedicada a un cantautor de origen Mexicano, Francisco Gabilondo Soler, CRI CRI En el complejo se encuentran varias estatuas que representan canciones de Cri-Cri como son: El ratón vaquero, los tres cochinitos, la patita, la princesa caramelo, los palomos entre otros personajes icónicos de la música infantil mexicana. I

### Ciudad pequeña

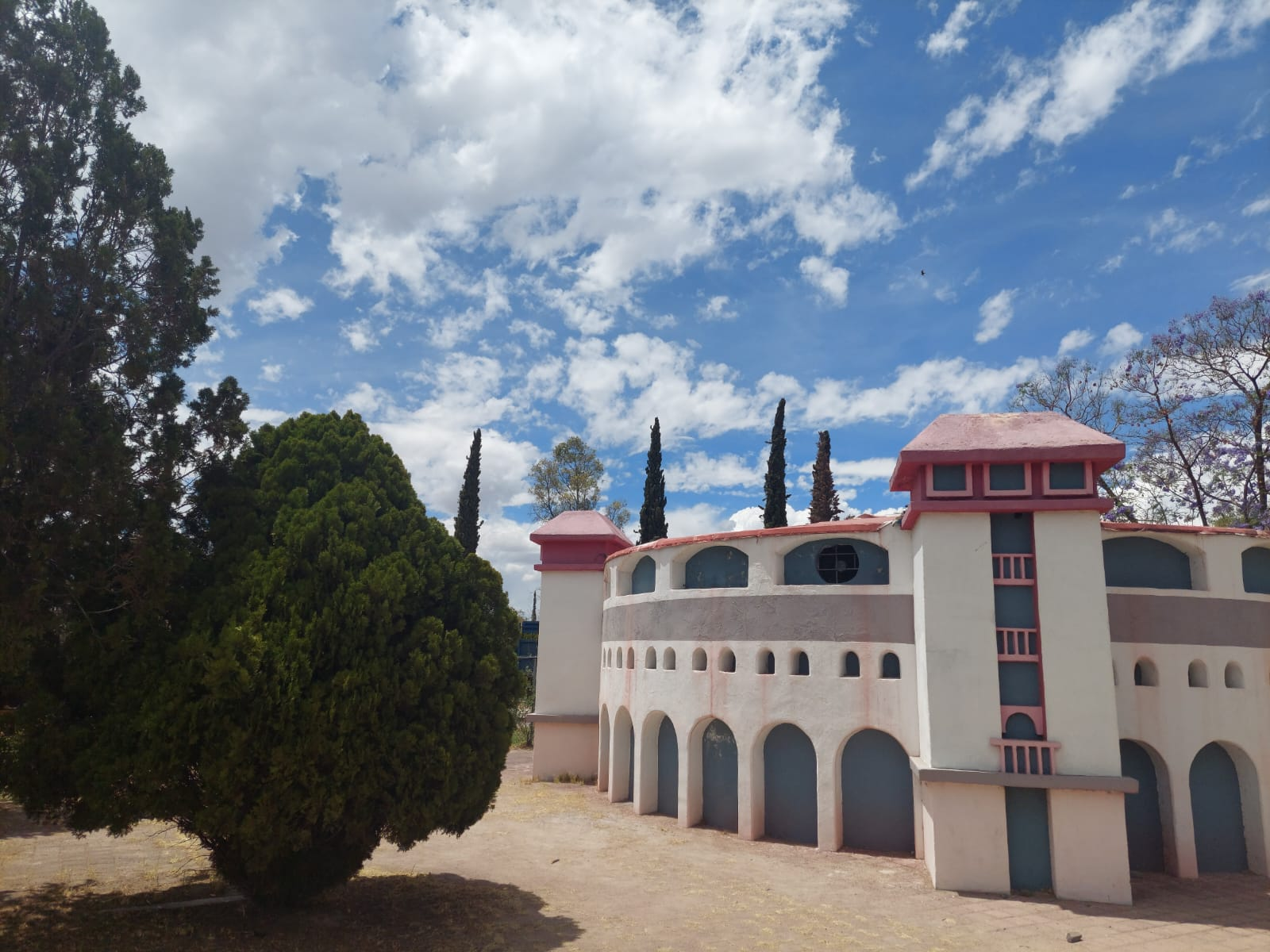
La monumental plaza de toros ciudad pequeña

Localizada en la parte superior del parque, esta atracción es una réplica de la ciudad de Aguascalientes en miniatura, en ella se encuentran varios edificios importantes de la ciudad de Aguascalientes como lo son la Universidad Autónoma de Aguascalientes, palacio de gobierno, teatro Aguascalientes, entre otros.

### Cabaña de Juan Chávez
Juan Chávez un legendario bandolero de la Ciudad de Aguascalientes, esta cabaña se encuentran la historia y réplicas de Juan Chávez, una de sus características es estar “chueca”

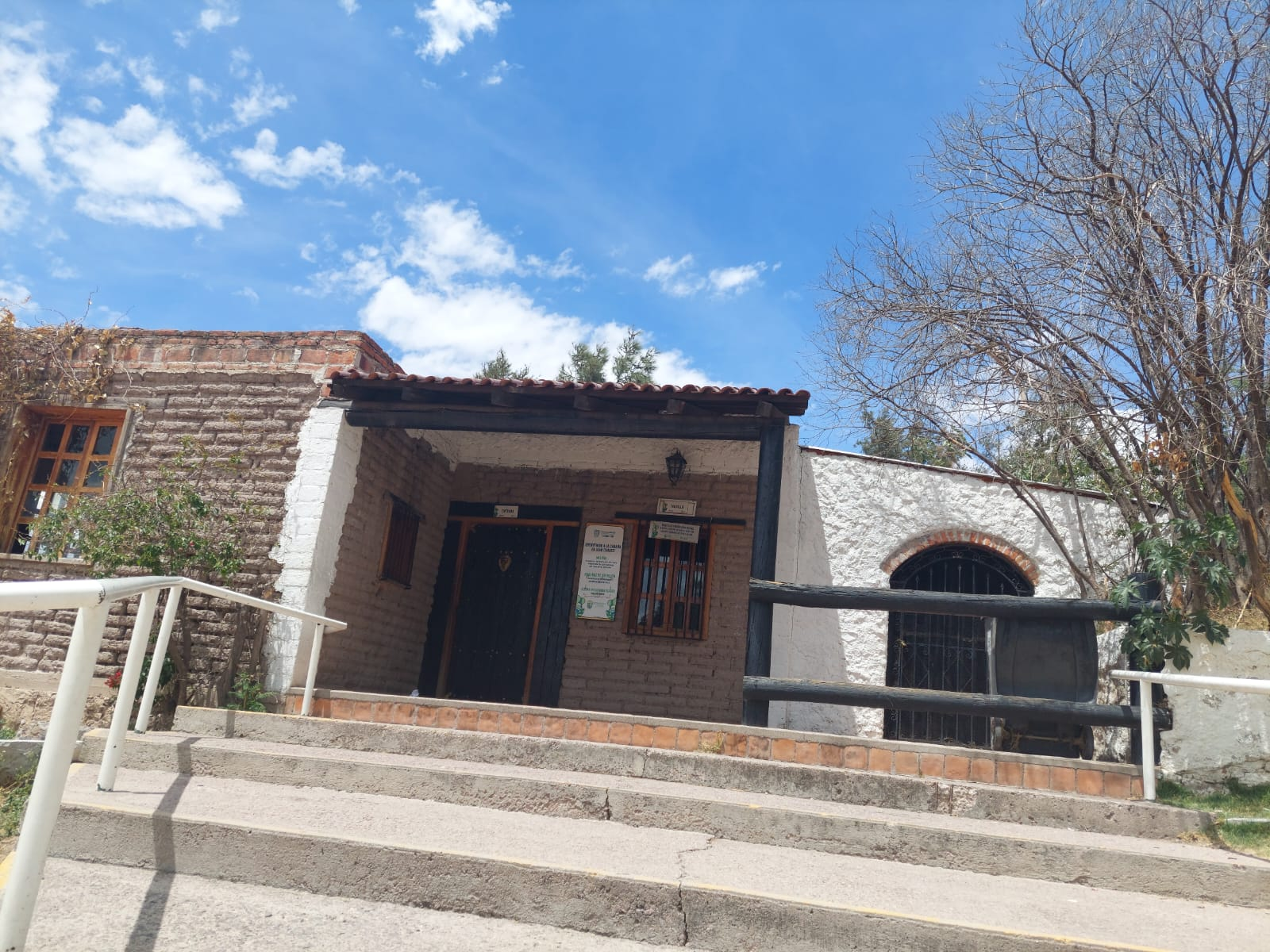
Cabaña de Juan Chávez

### Aviario
El aviario contiene varios especímenes de aves de la región.